# Diastylis bradyi
Diastylis bradyi är en kräftdjursart som beskrevs av Norman 1879. Diastylis bradyi ingår i släktet Diastylis och familjen Diastylidae. Arten är reproducerande i Sverige. Inga underarter finns listade i Catalogue of Life.